# 東フリジア語
東フリジア語（ひがしフリジアご、独：Saterfriesisch/Saterländisch、英：Saterfriesisch、東フリジア語：Seeltersk）とは、ドイツの少数言語の一つである。「東フリースラント語」「ザーターフリジア語」「ザーターラント語」とも呼ばれる。
名前が紛らわしいが、低地ドイツ語東フリースラント方言（独：Ostfriesisch、英：Eastern Frisian）とは別の言語である。

## 概要
ドイツ北西部、ニーダーザクセン州クロペンブルク郡のザーターラントの4つの村のうち、シュトリュクリンゲン、ラムスロー、シャレル（いずれもドイツ語名）の3村のみで話されている。話者人口は2000人ほど。フリジア語の東フリジア方言の最後に残った一つの言語。
西ゲルマン語群の中では英語とともにアングロ・フリジア語群に属し、標準ドイツ語や低地ドイツ語（低ザクセン語）よりも英語に近い言語とされている。
フリジア語の方言は東部方言（東フリジア語）と西部方言（西フリジア語）そして北部方言（北フリジア語）に大別される。西部方言はオランダに住む話者が大部分を占めており、北部方言はドイツの北海沿岸で話される。

## 他言語との比較
| 東フリジア語                         | Die Wänt strookede dät Wucht uum ju Keeuwe un oapede hier ap do Sooken.         |
| 北フリジア語（モーリング方言）       | Di dreng aide dåt foomen am dåt kan än mäket har aw da siike.                   |
| 西フリジア語                         | De jonge streake it famke om it kin en tute har op 'e wangen.                   |
| 低地ドイツ語（東フリースラント方言） | De Jung straktde dat Wicht üm't Kinn to un tuutjede hör up de Wangen.           |
| オランダ語                           | De jongen aaide/streelde het meisje over haar kin en kuste haar op haar wangen. |
| ドイツ語（標準ドイツ語）             | Der Junge streichelte das Mädchen ums Kinn und küsste sie auf die Wangen.       |
| 英語                                 | The boy stroked the girl on the chin and kissed her on the cheeks.              |